# Liste der Stolpersteine in Langerwehe
Die Liste der Stolpersteine in Langerwehe enthält alle Stolpersteine, die im Rahmen des gleichnamigen Kunst-Projekts von Gunter Demnig in Langerwehe verlegt wurden. Mit ihnen soll an Opfer des Nationalsozialismus erinnert werden, die in Langerwehe lebten und wirkten.
Die kfd-Langerwehe initiierte die Verlegung der Stolpersteine, damit sich auch die Bevölkerung von Langerwehe mit dem Thema auseinandersetzt.

Die Stolpersteine wurden am 12. Dezember 2011 verlegt.

## Verlegte Stolpersteine
| Adresse                  | Verlege- datum | Person, Inschrift | Bild                           | Anmerkung |
| ------------------------ | -------------- | ----------------- | ------------------------------ | --------- |
| Hauptstraße 64 (Lage)    | 12. Dez. 2011  | Albert Levy       | Stolperstein Albert Levy       |           |
| Hauptstraße 64 (Lage)    | 12. Dez. 2011  | Josef Levy        | Stolperstein Josef Levy        |           |
| Hauptstraße 83 (Lage)    | 12. Dez. 2011  | Anneliese Höxter  | Stolperstein Anneliese Höxter  |           |
| Hauptstraße 83 (Lage)    | 12. Dez. 2011  | Hedwig Höxter     | Stolperstein Hedwig Höxter     |           |
| Hauptstraße 83 (Lage)    | 12. Dez. 2011  | Levy Höxter       | Stolperstein Levy Höxter       |           |
| Hauptstraße 83 (Lage)    | 12. Dez. 2011  | Gerta Ruth Höxter | Stolperstein Gerta Ruth Höxter |           |
| Hauptstraße 115 (Lage)   | 12. Dez. 2011  | Franziska Jakobs  | Stolperstein Franziska Jakobs  |           |
| Hauptstraße 115 (Lage)   | 12. Dez. 2011  | Jonas Jakobs      | Stolperstein Jonas Jakobs      |           |
| Hauptstraße 115 (Lage)   | 12. Dez. 2011  | Josef Jakobs      | Stolperstein Josef Jakobs      |           |
| Hauptstraße 115 (Lage)   | 12. Dez. 2011  | Marianne Jakobs   | Stolperstein Marianne Jakobs   |           |
| {}Hauptstraße 185 (Lage) | 12. Dez. 2011  | Else Levy         | Stolperstein Else Levy         |           |
| {}Hauptstraße 185 (Lage) | 12. Dez. 2011  | Josef Levy        | Stolperstein Josef Levy        |           |
| {}Hauptstraße 185 (Lage) | 12. Dez. 2011  | Emilie Nathan     | Stolperstein Emilie Nathan     |           |
| Hauptstraße 189 (Lage)   | 12. Dez. 2011  | Ernst Max Wallach | Stolperstein Ernst Max Wallach |           |
| Hauptstraße 189 (Lage)   | 12. Dez. 2011  | Irma Wallach      | Stolperstein Irma Wallach      |           |
| Hauptstraße 189 (Lage)   | 12. Dez. 2011  | Manfred Wallach   | Stolperstein Manfred Wallach   |           |
| Hauptstraße 189 (Lage)   | 12. Dez. 2011  | Meier Wallach     | Stolperstein Meier Wallach     |           |
| Hauptstraße 189 (Lage)   | 12. Dez. 2011  | Emma Koppel       | Stolperstein Emma Koppel       |           |